# Oliver Campbell
Oliver Edward Michael Campbell, mais conhecido como Oliver Campbell (25 de Fevereiro de 1871, Brooklyn, Nova York - 11 de Julho de 1953, Campelton, Canadá) foi um tenista americano.
Suas maiores conquistas foram os três títulos na US Open de tênis, vencidos em 1890, 1891 e em 1892. Além dos três títulos (1888, 1891 e 1892), no mesmo torneio.
Campbell entrou para o International Tennis Hall of Fame em 1955.